# Potonchán

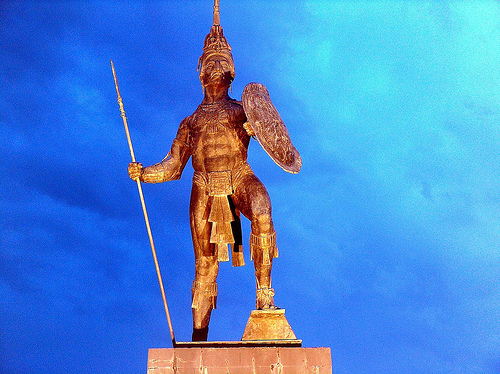
Monumento al cacique maya Tabscoob en Villahermosa, Tabasco.

Potonchán fue una ciudad maya chontal, capital del señorío de Tabasco, que estuvo ubicada en la margen izquierda del río que los naturales llamaban río Tabasco, y que los españoles bautizaron como Grijalva en el actual estado mexicano de Tabasco. A esta población llegó el 8 de junio de 1518 Juan de Grijalva, quien bautizó el río con su nombre y se entrevistó con el cacique maya Tabscoob a quien se dice, le obsequió su jubón de terciopelo verde.
Más tarde, el 12 de marzo de 1519, arribó el conquistador español Hernán Cortés, quien a diferencia de Grijalva fue recibido por los nativos en son de guerra, escenificándose la llamada Batalla de Centla, en donde después de derrotar a los indígenas, fundó sobre Potonchán, la villa de Santa María de la Victoria, primer población española en la Nueva España.

"...Existe una gran ciudad extendida a orillas del río Tabasco; tan grande y célebre, cuanto no puede calcularse, sin embargo, afirma el piloto Alaminos y con él otros, que se extiende lamiendo la costa, como quinientos mil pasos y tiene veinticinco mil casas entrecortadas por huertas las que están ricamente fabricadas con piedras y cal en cuyo conjunto sobresale admirablemente la industria y el arte de los arquitectos..."
Pedro Mártir.(De Insulis pag. 349)

## Toponimia
La palabra Potonchán podría tener dos interpretaciones, la primera y que parece la más probable es la que proviene del Maya Chontal: Putum variante de petén significa región o comarca, y Chan=cielo.
Por lo que la traducción sería: Putumchan = "La Región del Cielo" muy parecido a la ciudad cercana de Champotón deformación de Chakan Putum que se traduce como "La Región de la Sabana". Los dos nombres hacen referencia a indicaciónes territoriales.
La segunda, proviene del nahuatl pononi= oler y chan= terminación toponímica, por lo que se traduce como: "lugar que huele".
En Las Cartas de Relación, en varias ocasiones Hernán Cortés confunde la palabra Potonchán con Champotón (población del estado de Campeche).

## Ubicación y entorno
La ciudad de Potonchán estuvo ubicada en la margen izquierda del río Tabasco bautizado como río Grijalva, y según las crónicas de Bernal Díaz del Castillo se encontraba a una legua de la costa.
La ciudad se localizaba en una pequeña loma de suelo arenísco, prácticamente rodeada de agua en tres cuartas partes. Por un lado, el río y por otros dos lados, los pantanos de la zona. En una región de extensas llanuras aluviales.
Potonchán era la capital del cacicazgo de Tabasco (Tabacoh), y fue una de las dos ciudades principales de los maya chontales, junto con Itzamkanac, capital del cacicazgo de Acalán. Sin embargo, a diferencia de Itzamkanac que se localizaba tierra adentro en medio de la selva, Potonchán era un puerto marítimo y fluvial, lo que le permitió tener un intenso intercambio comercial tanto con los pueblos de la Península de Yucatán como con los del Altiplano central.
Los maya chontales, aprovecharon muy bien su entorno, al utilizar los ríos como rutas de transporte y comunicación con diferentes ciudades y provincias mayas. Fueron buenos navegantes y comerciantes y controlaban muchas rutas marítimas comerciales alrededor de la Península de Yucatán, desde la laguna de Términos en Campeche hasta el centro de Sula en Honduras.
En un punto localizado entre los actuales estados de Tabasco y Campeche, se encontraba el puerto Mexica de Xicalango con quien Potonchán libró innumerables guerras por el control del territorio. La última de esas grandes guerras fue ganada por Potonchán hacia el año de 1512. En tributo, los xicalangas le obsequiaron al cacique Tabscoob varias mujeres, entre las que se encontraba la célebre Malintzin, que sería obsequiada a Cortés después de la batalla de Centla en 1519.

## Descripción de la población
Lo poco que se sabe de Potonchán es gracias a las crónicas de los conquistadores españoles. En lo referente a su población, se conoce que era una de las ciudades mayas más pobladas de la planicie tabasqueña, ya que el clérigo Juan Díaz en su  Itinerario de la Armada habla de que al llegar la expedición de Juan de Grijalva en 1518 "había más de dos mil indios...".
Por su parte, Bernal Díaz del Castillo en "Historia Verdadera de la Conquista de la Nueva España, dice que cuando llegaron a Potonchán, había en la plaza principal "más de doce mil guerreros listos para atacar, además de que la ribera del río estaba todo lleno de indios entre los matorrales...".
Pedro Mártir afirma en su crónica, que ..."la gran ciudad a orillas del río Tabasco, tan grande que tiene veinticinco mil casas..." Esto nos da una idea del tamaño de la ciudad y de la cantidad de habitantes que tendría Potonchán, más los indígenas que habitaban las poblaciones cercanas sujetas a la misma Potonchán.
La ciudad estaba muy poblada, y debido a la escasez de piedra, las casas eran en su mayor parte de paredes de varas de "cañita", ceto o madera, y techo de palma o guano. Había muy pocas construcciones de piedra.
En lo referente al diseño urbano de la ciudad, es muy poco lo que se sabe, ya que por la naturaleza del lugar, muchas de las construcciones estuvieron hechas de ceto y guano, y en otros casos, los vestígios desaparecieron al iniciar los españoles la construcción de la villa de Santa María de la Victoria, la cual se levantó sobre las construcciones indígenas.
Según las crónicas, Potonchán estaba defendido por una "palizada" de gruesos maderos a lo largo de la orilla del río, las casas estaban separadas unas de las otras por jardines. Las construcciones principales estaban colocadas sobre plataformas de tierra recubiertas con cal, mortero y yeso, y se accedía a ellas a través de escaleras hechas de ladrillos horneados y mortero. En las crónicas de los conquistadores, reportaron que dichos edificios estaban construidos con cal, ladrillo y piedra, aunque debido a la escasez de piedra en la zona, se cree que lo que los conquistadores calificaron como piedra, se pudo haber tratado de una mezcla de estuco, el cual se elaboraba a base de arena y conchas horneadas.
Las casas estaban construidas con techos de paja y paredes elaboradas con cañas, juncos o varas. Los edificios más importantes estaban cubiertos con techos planos y vigas y cubiertos de una mezcla de mortero. La plaza principal de Potonchán asemejaba un patio grande, con una gran ceiba en el centro. Alrededor de la plaza había varios edificios o pirámides, que los españoles describen como "cues", otros tenían salas grandes y eran los aposentos de las personas encargadas de servir a los ídolos, los cuales se encontraban en todos los edificios. Uno de esos grandes edificios era el llamado "Tecpan" o Casa de Gobierno, y otro pudo haber sido la "Casa de los Solteros", ambos conteniendo oratorios con ídolos.
Potonchán contaba con un intenso movimiento comercial, de hecho, esta era la actividad preponderante. A través del mar, Potonchán tenía un importante intercambio comercial con pueblos como Guazacualco, Xicalango, Chakán Putum y KaanPeech, por los ríos, tenía lazos comerciales con las provincias mayas de Acalán y Mazatlán ubicadas en las selvas del hoy límite de los estados de Tabasco y Campeche y Guatemala, inclusive, comerciaba hasta con el puerto de Nito en la costa atlántica guatemalteca.
Alrededor del año 1872, por el rumbo del puerto de Frontera, se encontraron en unas excavaciones hechas a consecuencia de unas "monterías", varios restos de columnas, ídolos, jarros, vasijas y hasta restos de pirámides.

## Historia

### Fundación y gobierno
Aunque se desconoce la fecha de su fundación, según los relatos en el siglo X llegó procedente de Mayapán Kukulkán a quienes los Yoko t'aanob llamaron Mukú-leh-chán (Serpiente con plumas) y quien les ordenó fundar una gran ciudad, a la que llamaron Potonchán (en maya: Región del cielo) o Chocohtán en su idioma "Yoko t’aan".
Después de la desaparición de la Liga de Mayapán ocurrida por la guerra entre las ciudades de Mayapán y Chichen-Itzá en el año de 1194, tropas Mayas chontales de Potonchán y Xicalango, fueron a Yucatán a prestar ayuda al jefe Cocom de Mayapán, Hunac Ceel en contra de Cbacxib Chac, gran jefe de Chichen-Itzá. Los chontales tomaron y destruyeron Chichen-Itzá, quedando Mayapán como la ciudad de mayor preponderancia en el norte de la península yucateca. De esta forma, Tabasco pasó a formar parte del reino de Mayapan. Sin embargo, alrededor del año 1440 se dio la separación entre los mayas de Mayapan y los maya chontales, con lo que estos últimos, formaron su cacicazgo independiente, cuyo jefe era Tabscoob, quien gobernaba bajo el nombre de Halach Uinik o señor de Tabasco

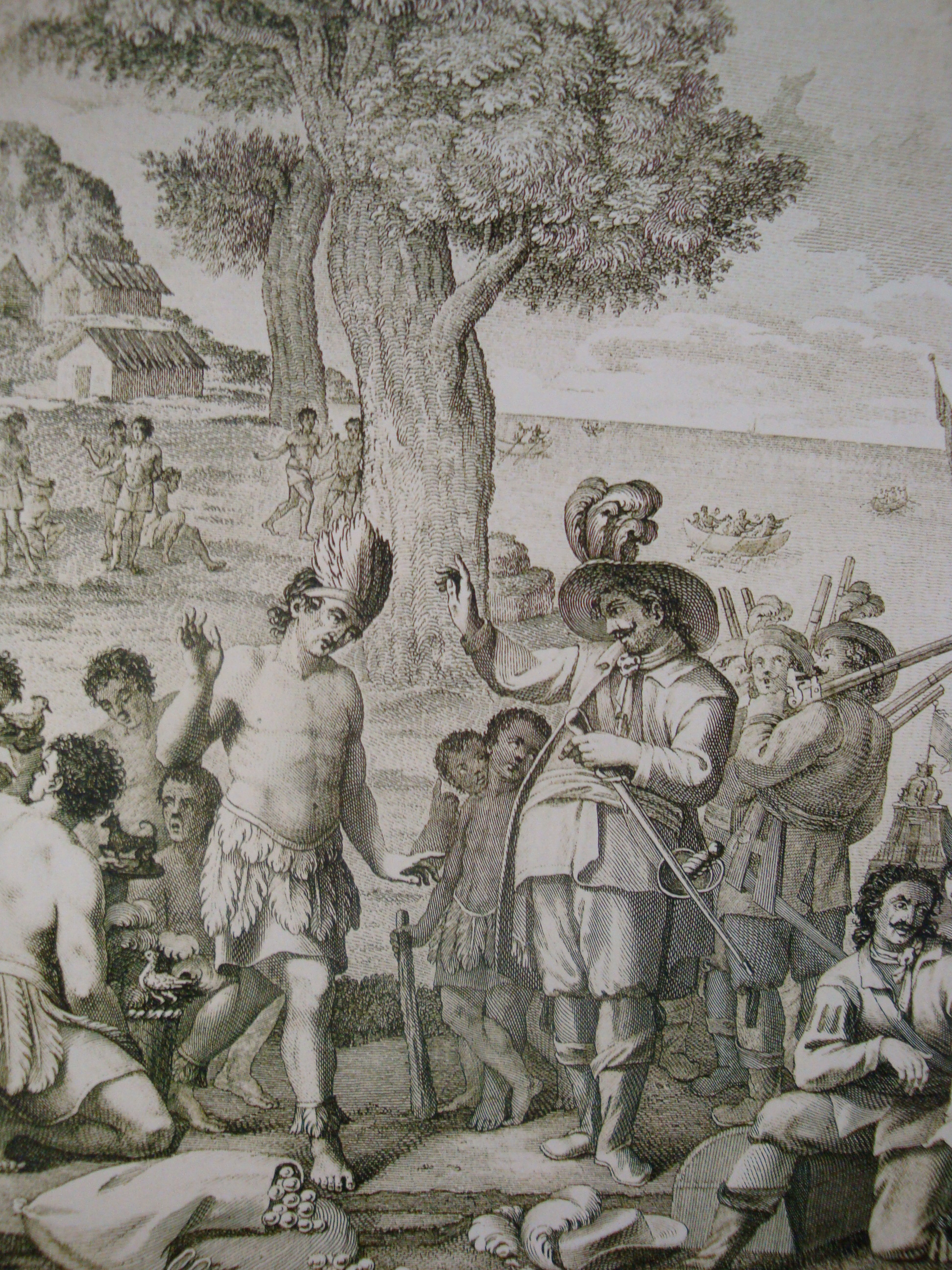
Entrevista entre Juan de Grijalva y el cacique maya Tabscoob, ocurrida en Potonchán el 8 de junio de 1518.

Para su gobierno interior, al tener las mismas costumbres y leyes mayas, adoptaron el mismo régimen gubernativo que existía cuando estaban unidos al ya despedazado imperio de Mayapan. Esto es, con las tres clases sociales existentes: nobleza y sacerdocio, de tributarios y de esclavos. Así estuvieron, hasta la llegada de Hernán Cortés en 1519.
Las relaciones políticas de Potonchán, se veían beneficiadas debido a las alianzas o relaciones de parentesco, un claro ejemplo de esto, lo constituye el hecho de que el cacique de Potonchán, era hermano del cacique de Chakán Putum en Campeche, lo que favoreció las incursiones bélicas por el control de áreas, recursos o rutas para el comercio.

### Desarrollo
Potonchán fue el sitio más importante en las costas de Tabasco durante el Posclásico. Fue descrita por Hernán Cortés y Bernal Díaz del Castillo como "un gran puerto marítimo que comerciaba con productos provenientes de muchísimos lugares a lo largo y ancho de Mesoamérica."
Los maya chontales desarrollaron una compleja estructura asociada al comercio y la navegación, tanto marítima como fluvial a larga distancia tierra adentro, convirtiendo a Potonchán en un importante puerto comercial y en un puerto de paso para el comercio de larga distancia.
El progreso y desarrollo de la provincia de Tabasco se debió principalmente a la gran actividad comercial sostenida sobre un vasto territorio geográfico, lo que dio como resultado el control de grandes áreas de distribución de productos específicos que se comerciaban en diversas regiones. De esta manera, Potonchán exportaba por todo Mesoamérica plumas de aves exóticas de la región, pieles de animales, cerámica, productos agrícolas, frutas, y sobre todo, la gran producción de cacao. De hecho, Tabasco, tenía depósitos y factorías en Honduras, en las márgenes del río Ulúa, lo que le permitía mantener el control de la producción de cacao en el área maya.
En contraparte, Potonchán importaba productos como el oro y chalchihuites desde Culúa y México, así como obsidiana verde proveniente de Sierra de las Navajas, en Hidalgo, cuyos productos elaborados. El comercio de los maya chontales era tal, que comerciaban con lugares tan lejanos como Cozumel, Nito (en la costa de Guatemala), Sula y el puerto de Naco en Honduras, así como con la meseta central de Chiapas y las tierras altas de Guatemala.
Los putunes o chontales provenientes de Potonchán, llegaron a controlar una vasta región del área maya, desde las costas de Tabasco a la región sur de la Península de Yucatán llegando hasta Bakalal y Chactemal en el actual estado de Quintana Roo,  así como el área donde el río de la Pasión y el Chixoy se unen para formar el río Usumacinta, manteniendo una base comercial en el sitio de Altar de Sacrificios controlando de esta forma para el Posclásico Tardío, todo el comercio por todo el río Usumacinta. Se considera que con el tiempo habitaron áreas extendidas y constituyeron cacicazgos importantes, como el de Chakán Putún y el de Chactemal.

### Llegada de Juan de Grijalva 1518
La primera expedición española en tocar tierras tabasqueñas fue la encabezada por Juan de Grijalva, quien el 8 de junio de 1518 descubría para los ojos occidentales el territorio que hoy es el estado de Tabasco. Grijalva, llegó ese día a la desembocadura de un gran río al que la tripulación puso el nombre de río Grijalva en honor a su capitán y descubridor.
Juan de Grijalva decidió entrar por el río para descubrir tierra dentro, y se encontró con cuatro canoas de indios pintados y que haciendo gesticulaciones y ademanes de guerra, mostraban su descontento con su llegada, pero el capitán español, envió a los indios Julián y Melchorejo para que en lengua maya les dijeran a los naturales que ellos venían en son de paz. Así continuaron por el río y a menos de una legua, descubrió la población de Potonchán. 

..."Comenzamos a 8 días del mes de junio de 1518 y yendo la armada por la costa, unas seis millas apartada de tierra, vimos una corriente de agua muy grande que salía de un río principal, el que arrojaba agua dulce cosa de seis millas mar adentro. Y con esa corriente no pudimos entrar por el dicho río, al que pusimos por nombre el Río de Grijalva. Nos iban siguiendo más de dos mil indios y nos hacían señales de guerra (...) Este río viene de unas sierras muy altas, y esta tierra parece ser la mejor que el sol alumbra; si se ha de poblar más, es preciso que se haga un pueblo muy principal: llamase esta provincia Potonchán."
 Juan Díaz. "Itinerario de la Armada". 1518

Ya en tierra, Juan de Grijalva con ayuda de los intérpretes mayas que llevaba, comenzó a entablar un diálogo amistoso, además de halagar a los naturales con obsequios, suplicándoles que llamasen a su jefe para conocerlo y conferenciar con el. Es así, como al rato se presentó ante Grijalva el cacique Tabscoob con sus nobles, saludando al capitán español. Durante la plática, ambos personajes intercambiaron obsequios: Tabscoob le obsequió unas láminas de oro en forma de armadura y unas plumas, mientras que Grijalva le regaló al cacique maya su jubón de terciopelo verde y unas alpargatas rosadas.

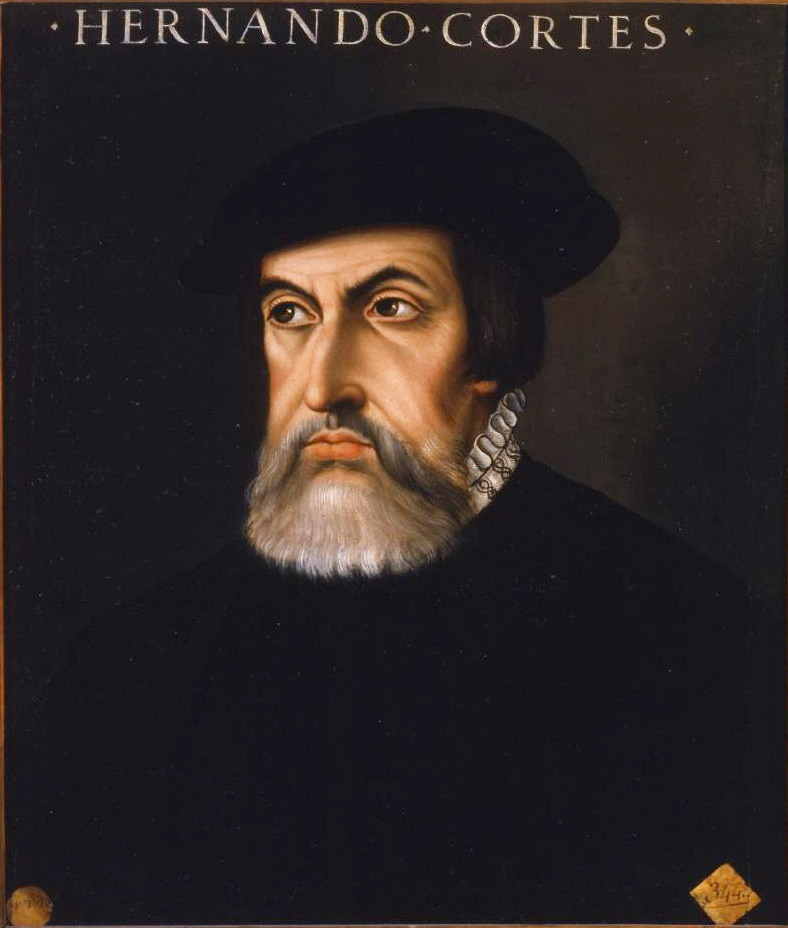
Hernán Cortés, Conquistador de Potonchán y fundador de Santa María de la Victoria, primera población española en la Nueva España.

Tabscoob le indicó al capitán español, que en un lugar llamado Culua que estaba "hacia donde se pone el sol..." había mucho más de ese material dorado al que los españoles llamaban oro. Grijalva en su turno, le habló al cacique maya con cortesía, exponiéndole que venía a nombre de un gran señor llamado Carlos V el cual era muy bueno y los quería tener por vasallos. Tabscoob le respondió que ellos vivían felices así y que no necesitaban de otro señor, y que si quería conservar su amistad, que se marcharan. Grijalva, después de abastecerse de agua y víveres, se embarcó rumbo a Culúa (hoy San Juan de Ulúa).

### Llegada de Hernán Cortés 1519
Casi un año después, el 12 de marzo de 1519, llegaba a la desembocadura del río Grijalva el conquistador español Hernán Cortés, quien decide dejar anclados sus barcos y en los bateles se interna por el río, en busca de la gran ciudad de indios descrita por Juan de Grijalva.
Cortés desembarcó en el lugar llamado Punta de los Palmares justo en la desembocadura del río.

"En doce días del mes de marzo de mil quinientos diez y nueve años, llegamos al río de Grijalva, que se dice Tabasco(...) y en los bateles fuimos todos a desembarcar en la "Punta de los Palmares", que estaba del pueblo de Potonchán o Tabasco obra de media legua. Andaban por el río y en la ribera entre matorrales todo lleno de indios guerreros(...) y demás de esto, estaban juntos en el pueblo más de docemil guerreros aparejados para darnos guerra..."
Bernal Díaz del Castillo. Historia Verdadera de la Conquista de la Nueva España. 1519

Al ver las intenciones de los naturales, Cortés le dijo por medio de un traductor a unos indígenas que estaban en una lancha que "no les haría ningún mal, que venían en paz y que solo querían hablar con ellos". Pero viendo Cortés que los naturales seguían amenazantes, ordenó traer las armas en los bateles y repartió en ellos a los ballesteros y escopeteros, y comenzó a planear la forma de atacar la población.

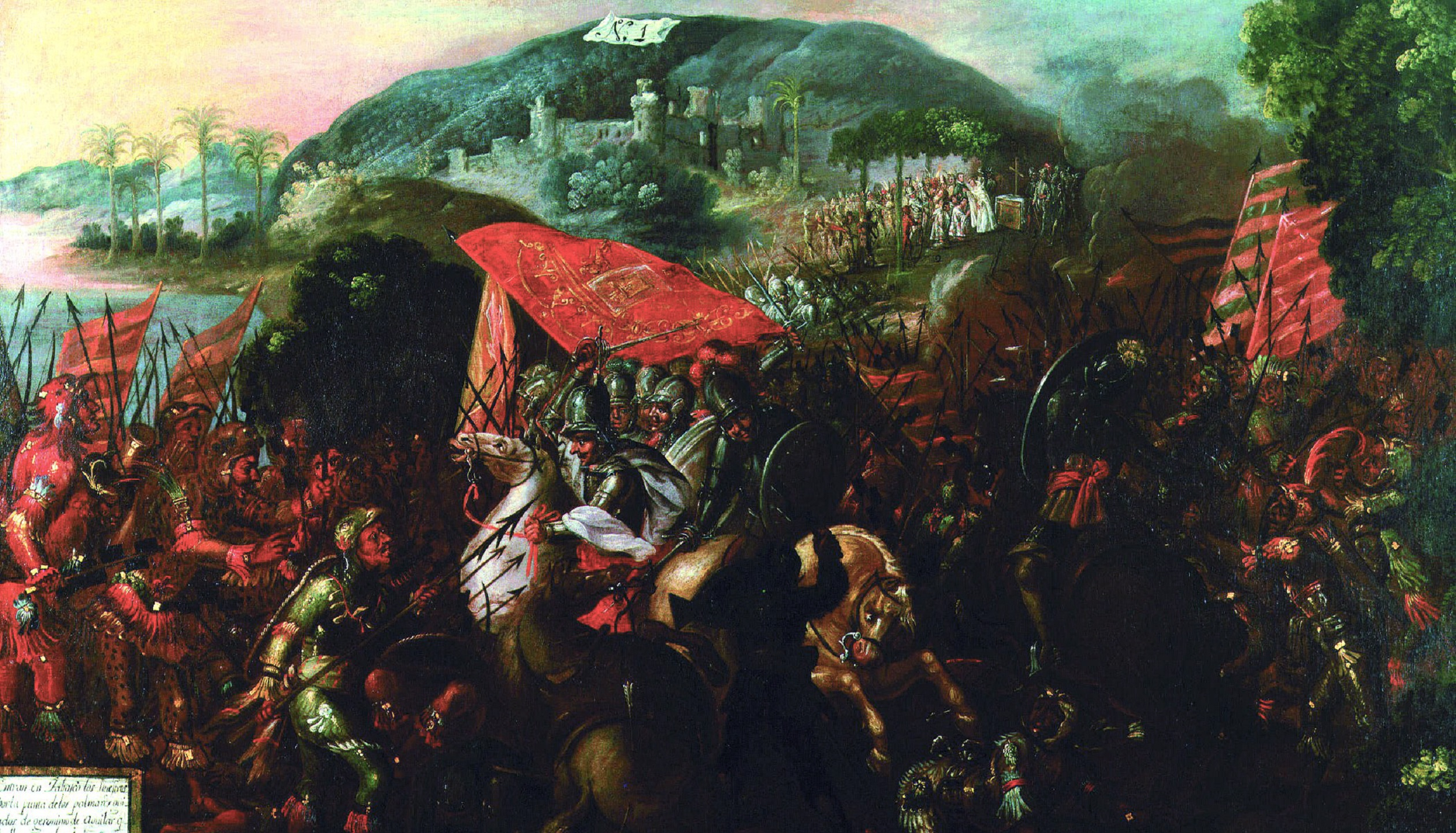
Entrada de Hernán Cortés a la ciudad de Potonchán en 1519.

#### Primera misa
Al día siguiente 13 de marzo de 1519, el capellán Juan Díaz y fray Bartolomé de Olmedo, oficiarían la que sería la primera misa cristiana en territorio continental de la Nueva España. Después, Cortés mandó a Alonso de Ávila con cien soldados para que fuera por el camino que llevaba al pueblo, mientras que Cortés y el otro grupo de soldados iba en los bateles. Ahí, en la orilla, les hizo Cortés un "requerimiento" delante de un escribano del rey llamado Diego de Godoy, para que los dejaran desembarcar, levantándose así la Primera acta Notarial en México.

#### Batalla y toma de Potonchán
Ante la negativa de los indígenas, quienes le dijeron a los españoles que si saltaban en tierra, los matarían, comenzaron a lanzarles flechas a los soldados de Cortés, iniciándose el combate.

"...y nos cercan con sus canoas con tanta rociada de flechas que nos hiciernon detenernos con el agua hasta la cinta, y como había mucha lama no podíamos salir de ella y cargaron sobre nosotros tantos indios con lanzas y otros a flecharnos, haciendo que no tocásemos tierra tan presto como quisiéramos, y con tanta lama no podiamos ni movernos, y estaba Cortés peleando y se le quedó un alpargate en el cieno y descalzo de un pie salió a tierra(...)y todos fuimos sobre ellos en tierra nombrando a señor Santiago y les hicimos retraer hasta una cercas que tiene hechas de maderas, hasta que las deshicimos y entramos a pelear con ellos(...)les llevamos por una calle y ahí tornaron a pelar cara a cara y peleaban muy valientemente..."
Bernal Díaz del Castillo. Historia Verdadera de la Conquista de la Nueva España. 1519

Al estarse desarrollando el combate al interior de Potonchán, llegó Alonso de Ávila con sus cien hombres que habían ido por tierra, haciendo huir a los indígenas quienes se refugiaron en los montes.
De esta forma, Cortés recorrió la gran plaza principal de Potonchán, en donde estaban unos aposentos y salas grandes, y tenían tres casas de ídolos, tomando Cortés posesión de aquella tierra.

"...llegamos hasta un gran patio, en donde tienen unos aposentos y salas grandes, y tenían tres casas de ídolos. En los "cúes" de aquel patio, mandó Cortés que reparásemos(...) y allí tomó Cortés posesión de aquella tierra por su Majestad y él en su real nombre  y fue de esta manera: Que desembainada su espada dio tres cuchilladas en señal de posesión en un árbol grande que se dice ceiba que estaba en la plaza de aquel gran pueblo y dijo que si había una persona que se lo contradijese, que él lo defendería con su espada y todos los que ahí estabamos presentes dijimos que era bien tomar aquella tierra(...)Y por ante un escribano del rey se hizo aquel auto..."'
Bernal Díaz del Castillo. Historia Verdadera de la Conquista de la Nueva España. 1519

### Batalla de Centla
Al día siguiente, mandó Cortés al capitán Pedro de Alvarado con cien soldados para que fuese tierra adentro hasta dos leguas y mandó por otra parte a Francisco de Lugo, con otros cien soldados. Francisco de Lugo se topó con unos escurdrones guerreros iniciándose un nuevo combate. Al escuchar los disparos y tambores, Alvarado fue en ayuda de Lugo, y juntos después de mucho pelear. logran hacer huir a los naturanes, regresando los españoles al pueblo a informarle a Cortés.
Hernán Cortés es informado por un indígena tomado prisionero, de que los indios atacarían el poblado, así que dio instrucciones para que fueran bajados todos los caballos de los barcos y que los soldados preparáran sus armas. 

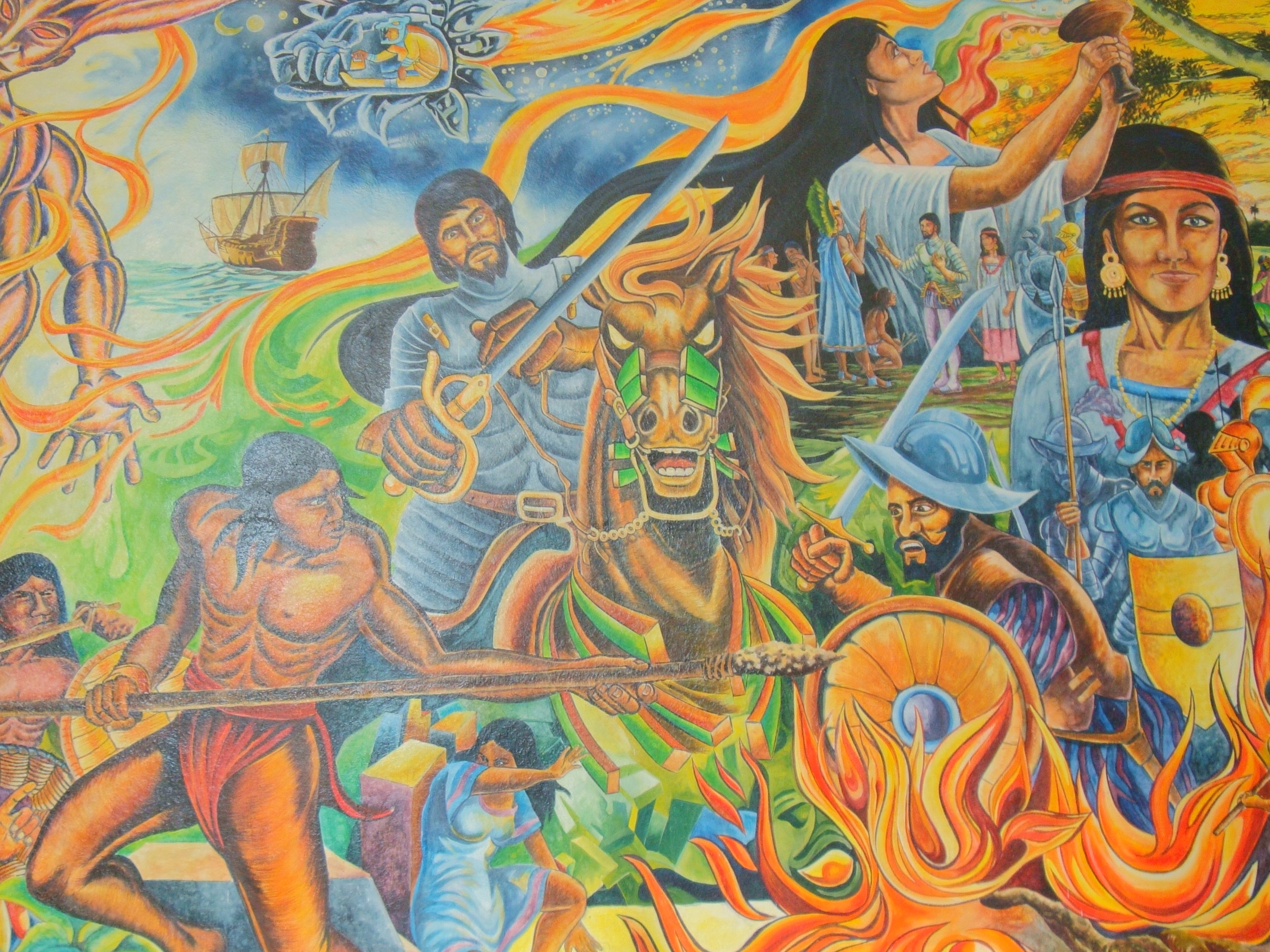
Batalla de Centla.

Al día siguiente, muy de mañana, Cortés y sus hombres, fueron por unas sabánas hasta Cintla o Centla, población sujeta a Potonchán, donde el día anterior habían peleado Alvarado y Lugo contra los naturales, ahí, se encontraron con miles de indígenas, iniciándose la Batalla de Centla.
Los españoles fueron atacados por los indios maya-chontales, los españoles se defendieron con sus armas de fuego como los arcabuces y cañones, los cuales causaron pavor a los indios, pero lo que más los aterró fue ver a los jinetes de la caballería española, pues los indios creyeron que tanto la persona como el caballo eran uno solo, cosa que nunca habían visto en su vida, al final los indios resultaron los perdedores debido sobre todo a la mayor tecnología de armas por parte de los españoles.

"...Y topamos con todas las capitanías y escuadrones que nos iban a buscar, y traían grandes penachos, tambores y trompetillas, y las caras almagradas, blancas y prietas y con grandes arcos y flechas y lanzas y rodelas(...)y como eran grandes escuadrones que todas las sabánas cubrían y se vienen como rabiósos y nos cercan por todas partes, y a la primera arremetida hirieron a más de setenta de los nuestros, y había para cada uno de nosotros trescientos indios(...)y estando en esto, vimos como los de a caballo les llegaban por la retaguardia, y los agarramos unos por una parte y nosotros por la otra. Y creyeron los indios que el caballo y el caballero era uno solo, como jamás habían visto caballos..."
Bernal Díaz del Castillo. Historia Verdadera de la Conquista de la Nueva España. 1519

Después de terminada la batalla, Cortés y sus hombres regresaron a Potonchán y curaron los heridos y enterraron a los muertos. Al día siguiente, embajadores enviados por Tabscoob llegaron al campamento español con obsequios, pues según la tradición de los indios el perdedor debía dar obsequios al ganador, entre los obsequios había oro, joyas, jade, turquesa, pieles de animales, animales domésticos, plumas de aves preciosas, etc. Además, los indios entregaron a los europeos 20 jovencitas, entre las cuales venía Malitzin, que los españoles bautizaron como Marina, la cual sería consejera e intérprete. Tiempo después, Cortés tendría un hijo con ella.

### Fundación de Santa María de la Victoria

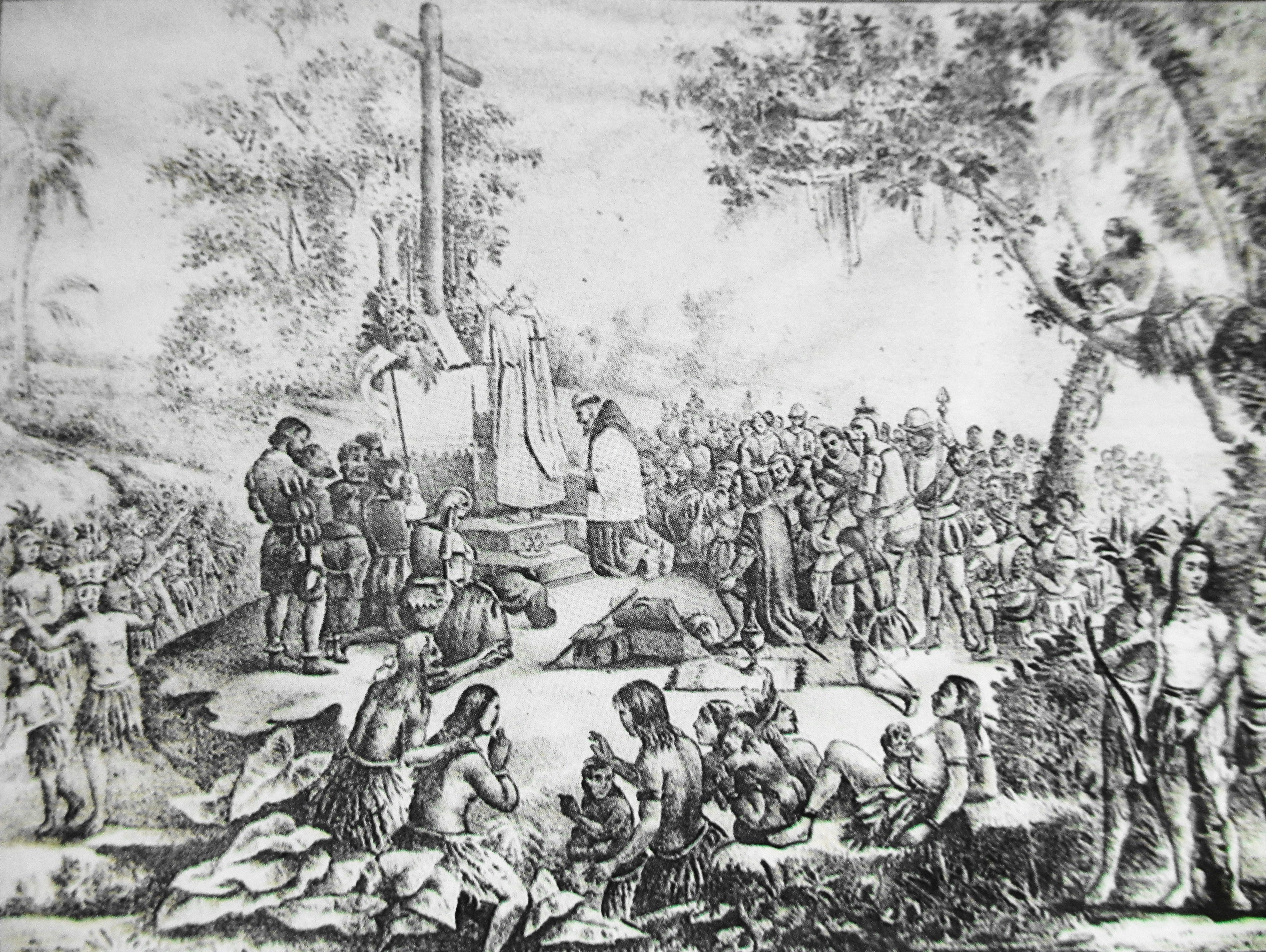
Imagen de la misa en Potonchán. Primera misa celebrada en territorio de la Nueva España.

Después de haber bautizado a las 20 mujeres que le obsequiaron, y de haberse entrevistado con el cacique Tabscoob y demás autoridades indígenas, quienes le informaron que en un lugar llamado Culúa que era una ciudad muy grande y había mucho oro, Cortés decide, continuar su viaje hacia dicho lugar.
Pero antes, el 25 de marzo de 1519, funda sobre los restos de la población maya de Potonchán, la villa de Santa María de la Victoria, que sería la primera población española en la Nueva España. Y manda construir un altar para colocar una imagen de la Virgen María que decide dejar en dicho lugar. Además también mandó construir en el pueblo de Cintla o Centla una gran cruz de madera de una ceiba, para ser colocada en el centro de la plaza.

"...Y en esto cesó la plática hasta otro día que se puso en el altar la santa imagen de Nuestra Señora y la cruz, la cual todos adoramos y dio misa el padre Fray Bartolomé de Olmedo y estaban todos los caciques y principales delante y púsole Cortés por nombre a aquel pueblo Santa María de la Victoria y así se llama ahora la villa de Potonchán o Tabasco..."
Bernal Díaz del Castillo. Historia Verdadera de la Conquista de la Nueva España. 1519

Posteriormente, el 17 de abril, domingo de Ramos, después de celebrar una misa y estando presentes las autoridades indígenas, Cortés se despide de ellos y continua su viaje dejando en la recién fundada villa de Santa María de la Victoria, a un grupo de 60 soldados con la misión de pacificar la región.
Después de eso, Cortés partió rumbo a Culúa (hoy San Juan de Ulúa, Veracruz), en busca de las riquezas del gran imperio "...de allá, donde se pone el sol".